# Cartamodello

Cartamodello di una camicia

Il cartamodello (o sagoma, o ancora base) è una rappresentazione su carta dei ritagli di tessuto che compongono un abito, ed è usato per tagliare la stoffa.
Un cartamodello si può ottenere in più modi: disegnando con l'uso di squadre apposite, ricalcando cartoncini industriali oppure i modelli da una rivista; usando un metodo di taglio appreso in una scuola specifica, da un libro o lavorando in una sartoria tradizionale.

## Esecuzione
Per ottenere un preciso risultato, nel lavoro di esecuzione di un qualsiasi cartamodello è necessario prendere le misure di una persona:
- circonferenza torace
- circonferenza seno
- circonferenza vita
- circonferenza fianchi
- lunghezza fianchi
- lunghezza vita davanti
- lunghezza vita dietro
- lunghezza vita totale
- altezza seno
- distanza seno
- lunghezza spalle dietro
- lunghezza spalle davant
- lunghezza manica
- lunghezza gomiti
- lunghezza gonna
- lunghezza pantaloni
- circonferenza collo
- circonferenza mani
- altezza testa

Una volta prese le misure della persona, si stabilisce il tipo del vestito da costruire. Ci sono infinite possibilità di scelta; sarà l'esperienza del sarto e la conformazione fisica dell'individuo da vestire a dettarne la scelta.
Bisogna perciò individuare: la linea, ossia la silhouette e la visione d'insieme del capo; i tagli, ad esempio in vita o sotto il seno; le riprese (stoffa non tagliata) o scarto (stoffa tagliata); i particolari di arricciatura, pieghe, drappeggi o plissè; la scollatura o colletto; la manica; eventuali tasche o allacciature; la scalfatura, ossia la variazione dell'incavo manica rispetto al modello base; le lunghezze ed infine le rifiniture.
In base al metodo che si possiede, si ricopiano su carta velina le misure necessarie.
In genere il cartamodello si costruisce metà davanti e metà dietro, a meno che non vi siano asimmetrie. Le misure verranno dunque riportare per un quarto. Ad esempio 1/4 C.V., 1/4 C.F., 1/4 C.S. ecc.
Eseguita la base, che sia di un corpetto, di una gonna o pantalone, si vanno a disegnare le eventuali modifiche. Si può chiudere o aprire una ripresa su carta, per dare così ampiezza o restrizione; tagliare la carta dove si desiderano i tagli,  ricopiare le parti necessarie per le rifiniture quali la paramontura, il girello, il doppio collo, ecc.
A questo punto si aggiungono alla base i margini di cucitura necessari alla lavorazione.
Il cartamodello andrà tagliato tutto intorno e posizionato sulla stoffa. Il piazzamento del cartamodello sulla stoffa può cambiare a seconda del modello o del tessuto.

## Galleria d'immagini

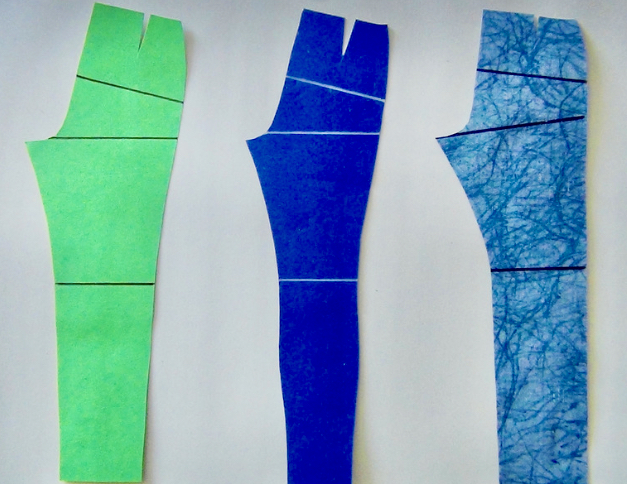
Tre cartamodelli per pantaloni (2022). La creazione di cartamodelli viene insegnata su una scala di 1:4, altrimenti il consumo di carta sarebbe troppo grande.
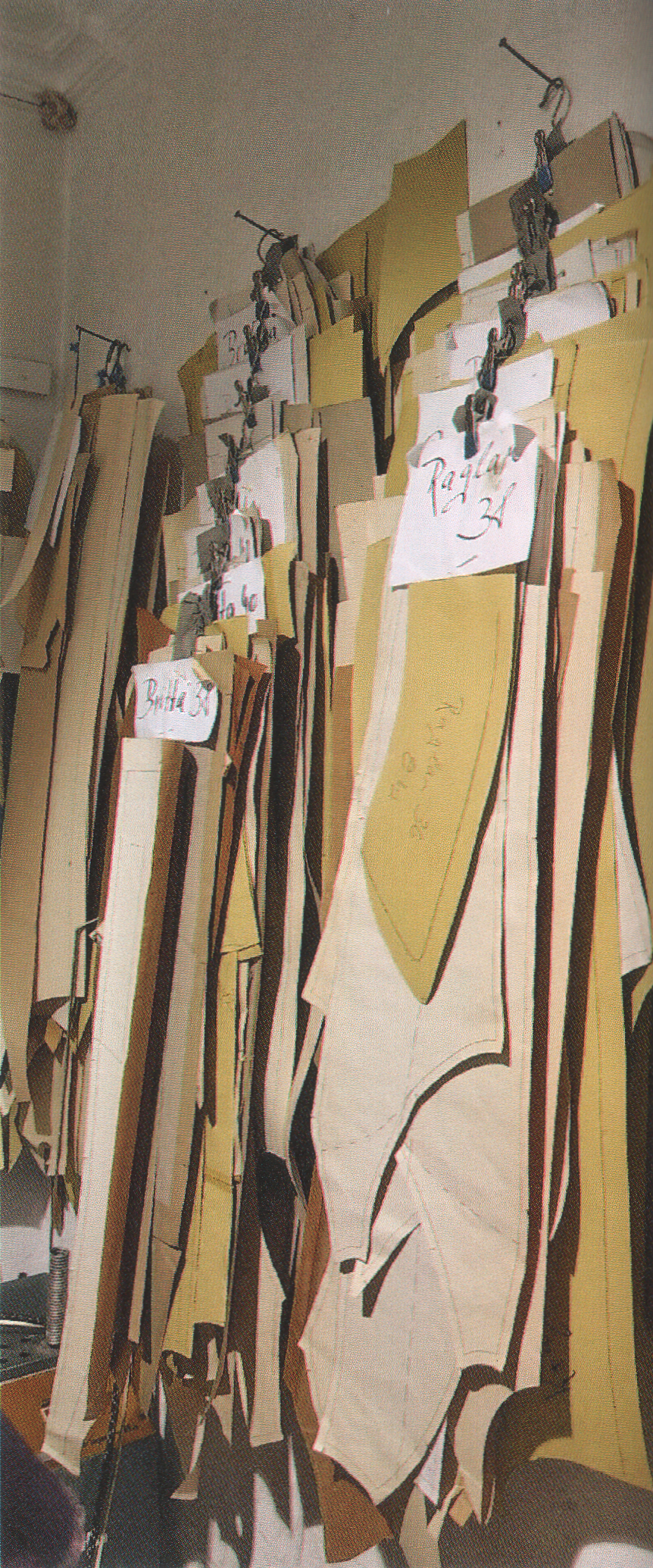
Diversi cartamodelli raggruppati.
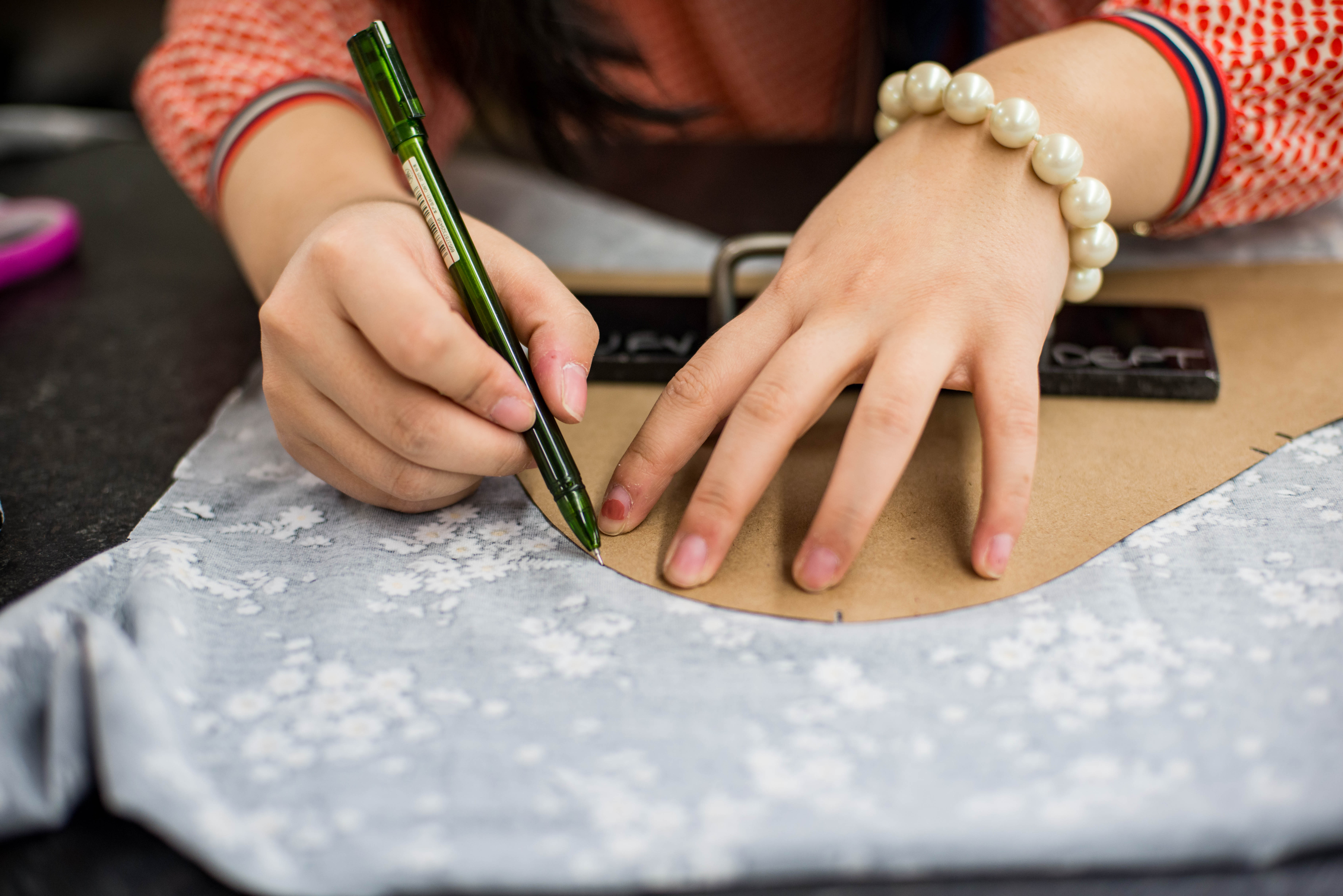
Uno studente che traccia un motivo su un tessuto con l'aiuto di un cartamodello.
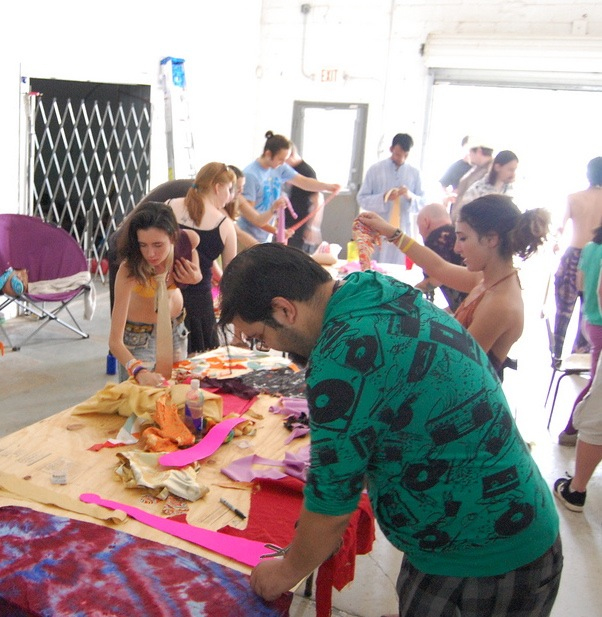
Studenti che ritagliano cartamodelli in una classe di cucito.
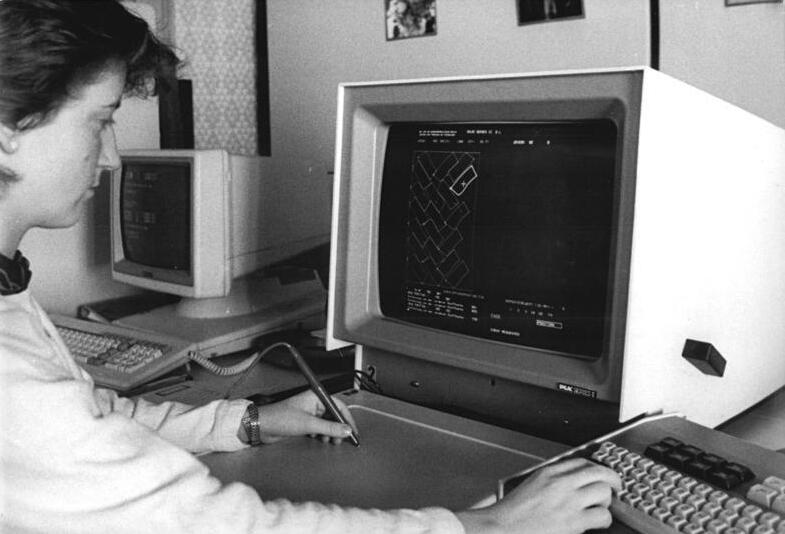
Creazione di cartamodelli al computer nel 1987.
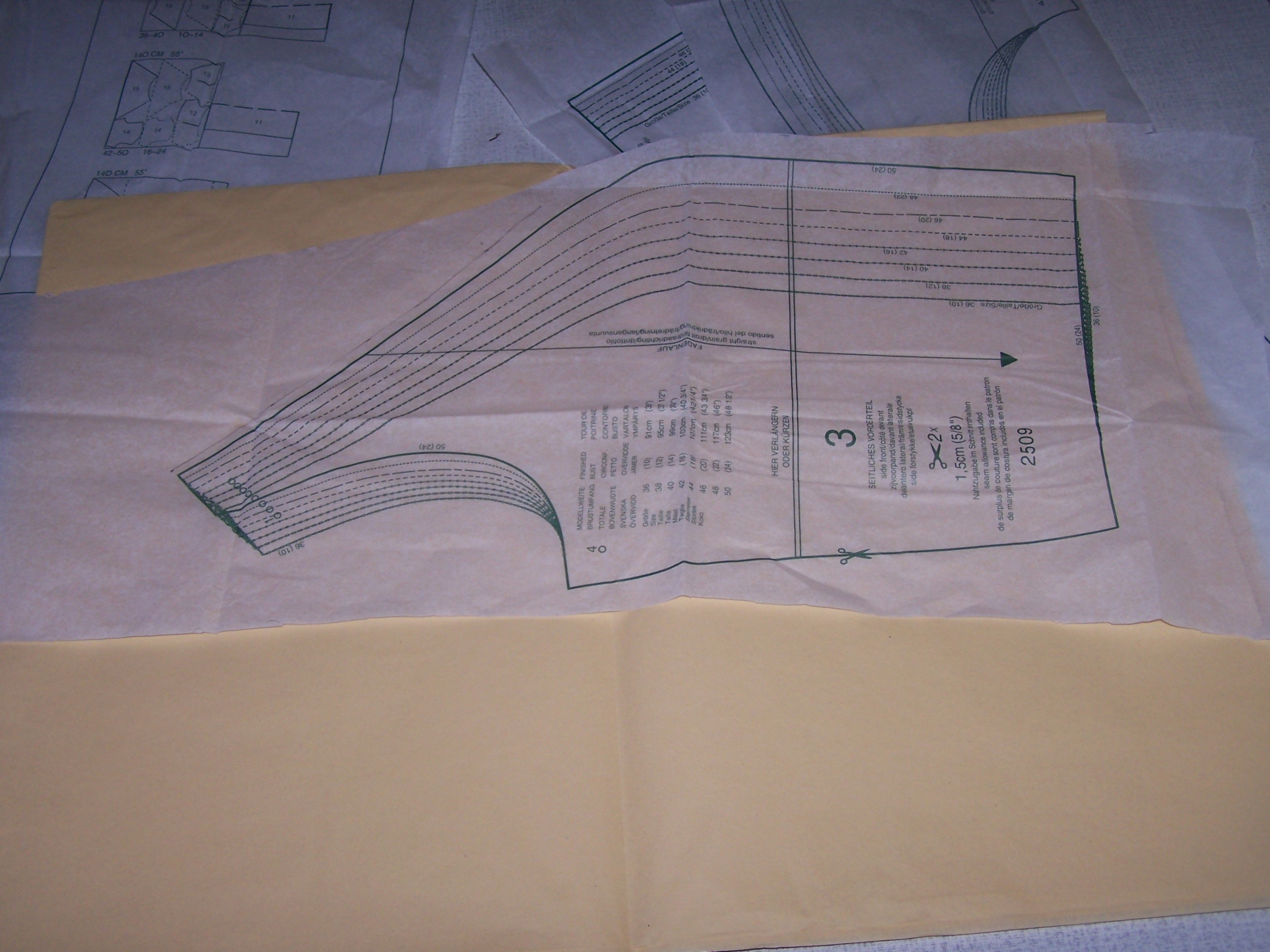
Cartamodello di carta velina.
Cartamodello digitale.
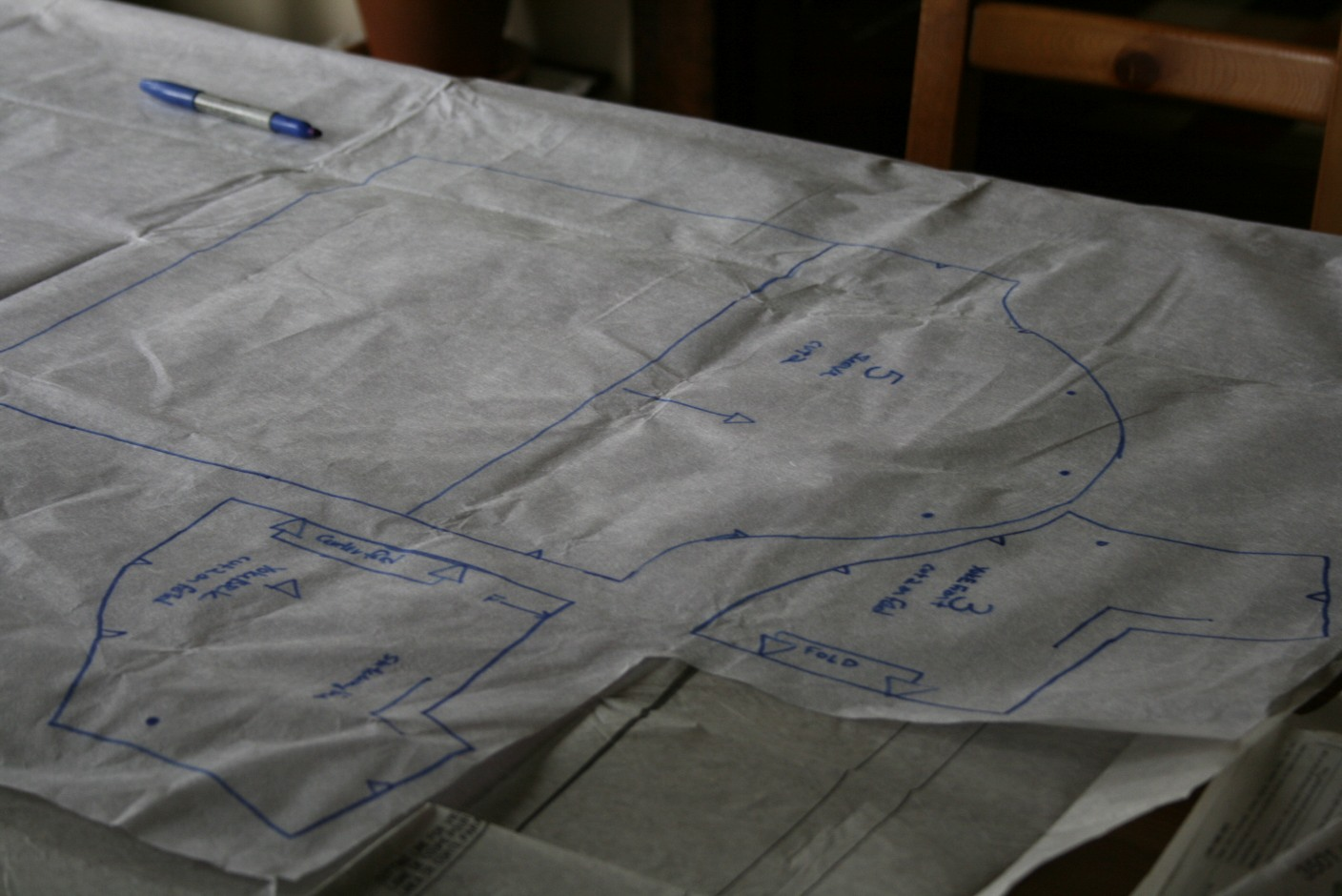
Tracciatura di un motivo su cartamodello.
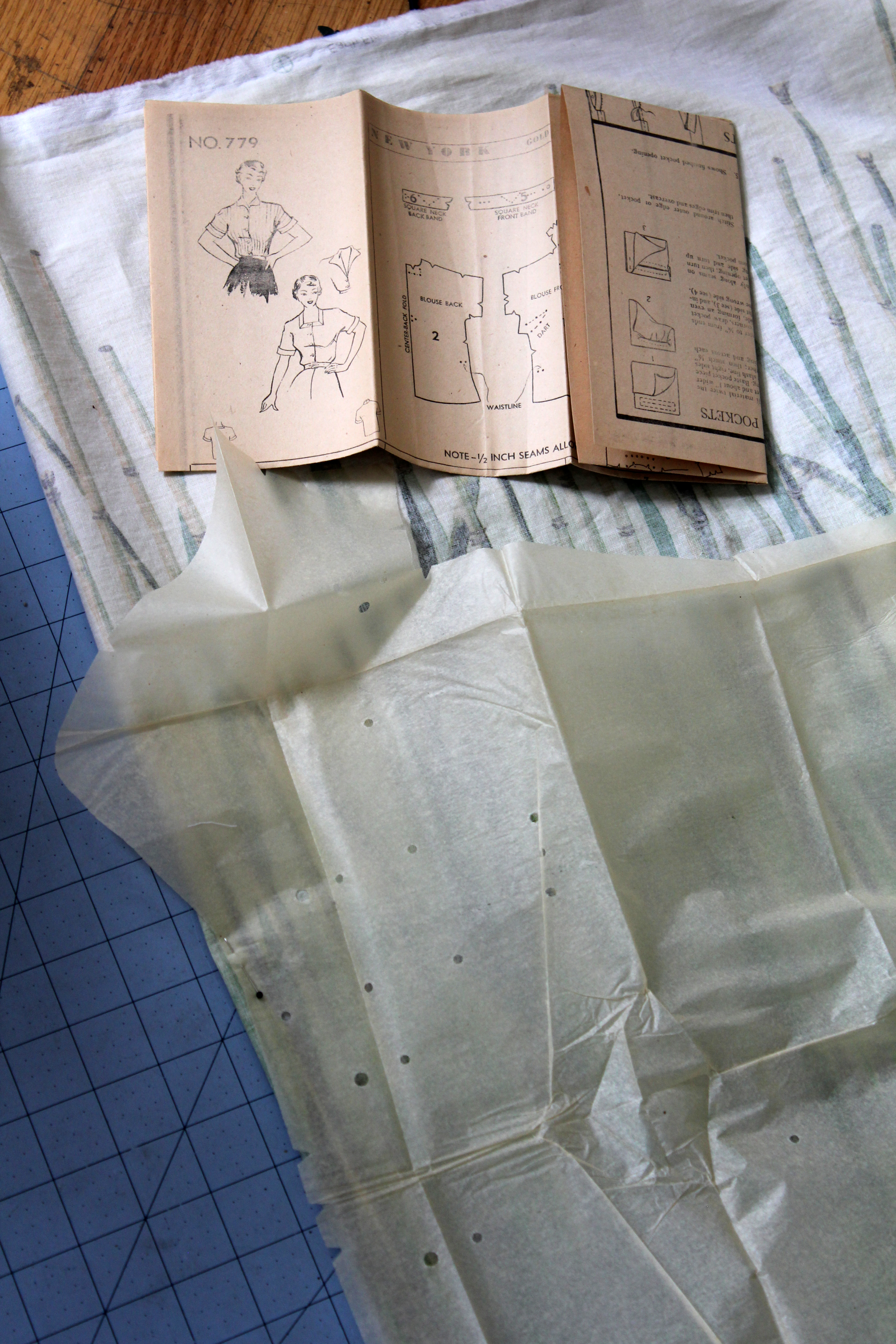
Pezzi di cartamodelli vintage venduti pre-tagliati.